# Charles Pelham Villiers
Pour les articles homonymes, voir Pelham et Villiers.
Charles Pelham Villiers (3 janvier 1802 - 16 janvier 1898) est un avocat et homme politique britannique de la famille aristocratique de Villiers qui siège à la Chambre des communes de 1835 à 1898, faisant de lui le député le plus ancien de son parti. Pelham Villiers est également le candidat le plus âgé à avoir remporté un siège au Parlement, à l'âge de 93 ans. C'est un réformateur radical qui a souvent collaboré avec John Bright. Il est surtout connu pour son leadership à la tête de la Ligue contre les Corn Laws (lois protectionnistes restreignant l'importation de céréales), jusqu'à leur abrogation en 1846. Lord Palmerston le nomme au cabinet en tant que président du conseil d'administration des Lois sur les indigents (Poor Laws) en 1859. Il travaille pour de nombreuses réformes, notamment la Metropolitan Poor Law Act de 1867. Florence Nightingale l'aide à formuler la réforme de la profession infirmière. Sa loi de 1863 sur les travaux publics (districts manufacturiers) ouvre des programmes de création d'emplois dans les projets de santé publique. Son importance politique est éclipsée par son frère le comte de Clarendon et amoindrie par l'hostilité de William Gladstone.

## Biographie
Il est le fils de l'hon. George Villiers (1759-1827) et l'hon. Theresa, fille de John Parker (1er baron Boringdon). Il est petit-fils de Thomas Villiers (1er comte de Clarendon) et frère de George Villiers (4e comte de Clarendon). Il fait ses études au East India Company College et au St John's College de Cambridge  devenant avocat au Lincoln's Inn en 1827. Il est élevé au rang de fils du comte en 1839 et a donc le droit d'être appelé l'honorable Charles Pelham Villiers.

## Carrière politique
Il a des opinions politiques Benthamites et a une longue carrière politique. En 1832, il est commissaire aux lois de la pauvreté et, de 1833 à 1852, examinateur des témoins à la Cour de chancellerie.
Villiers est élu député libéral de Wolverhampton en 1835. En 1837, 1838, 1839, 1840, 1841, 1842, 1843, 1844, 1845, il lance des débats parlementaires pour tenter d'abroger les Corn Laws. En 1838, il s’adresse à plus de 5000 «ouvriers» à Manchester et leur dit que la présence d’un si vaste auditoire lui donne la preuve que «l’homme de la classe ouvrière était avec lui». Villiers échoue dans ses tentatives, mais en 1840, il siège au Comité des droits à l'importation qui fournit l'essentiel des éléments qui ont exercé des pressions sur Robert Peel pour lui faire accepter sa concession à grande échelle en 1842. Le livre bleu produit par le Comité des droits à l'importation est publié sous forme de brochure et distribué dans tout le pays par la Anti Corn Law League. Il est réimprimé en Amérique et cité par tous les principaux journaux. En février 1842, le député Richard Monckton Milnes appelle Villiers "le solitaire Robinson Crusoé debout sur le rocher stérile de l'abrogation de la Corn law". En 1842, la majorité en faveur du maintien des lois sur le maïs est de 303 voix. Lors du vote sur la motion de Villiers en juin 1845, le nombre est passé à 132. Après l'abrogation de 1846, la presse déclare à propos de Villiers qu'il est "le partisan le plus persévérant et le plus intrépide de ces principes au sein de la maison". David Ricardo, président de la Free Traders à Londres, souhaite collecter des fonds pour donner à Villiers en reconnaissance de son travail, ce qu'il a décliné.
Il est un membre correspondant de la société britannique et étrangère anti-esclavagiste et il assiste à la Convention mondiale anti-esclavagiste de Londres en 1840 .
En 1847, il est également réélu pour le Lancashire Sud mais est élu pour siéger dans son ancienne circonscription. Son élection dans le Lancashire Sud n’était pas sollicitée, mais c’est un honneur conféré par les habitants de ce pays pour exprimer leur gratitude pour le travail accompli dans le cadre de l’abrogation de la loi sur le maïs. Villiers est admis au Conseil privé en 1853 et siège sous Lord Aberdeen et Lord Palmerston en tant que juge-avocat général de 1852 à 1858. En 1853, le Times note que "c'est M. Charles Villiers qui est à l'origine du mouvement de libre-échange". Il sert sous les ordres de Palmerston et Lord Russell en tant que président du Poor Law Board (siège au cabinet) de 1859 à 1866. En 1876, il écrit au Women's Suffrage Journal de Manchester dans lequel il déclare, dans les termes mêmes du journal, qu '"il avait voté pour la mesure [du suffrage] à plus d'une occasion et qu'il devrait le refaire. Dans la mesure où il connaissait les objections habituellement invoquées, il était tenu de préciser qu’elles ne semblaient être que celles qui ont toujours été offertes chaque fois qu’une nouvelle extension de la liberté du sujet avait été proposée, et qu’il avait lui-même entendu exhorter à défendre la liberté dans les colonies, la liberté religieuse dans ce pays, l'affranchissement de la classe ouvrière et contre l'abolition de tout monopole, politique ou commercial, quel que soit l'endroit où il a été assailli. " .
Il se voit offrir une pairie en juin 1885, mais refuse . Sa circonscription de Wolverhampton est divisée en vertu de la loi de 1885 sur la redistribution des sièges. Il est ensuite élu pour Wolverhampton South et passe au Parti libéral unioniste en 1886. Il est le père de la Chambre des communes de 1890 à sa mort en 1898. Cependant, sa dernière participation au Parlement remonte à 1895. Pendant son temps au Parlement, il travaille pour Libre-échange et s'oppose à la Corn Laws et au Home Rule pour l'Irlande. Il est considéré comme le porte-parole du mouvement de libre-échange au Parlement avant l'élection de Richard Cobden et de John Bright.

## Vie privée
Il est décédé célibataire en janvier 1898 à l'âge de 96 ans. Il est enterré au Cimetière de Kensal Green  Une statue de lui se trouve à West Park à Wolverhampton.